# Canton de Saint-Jean-de-Losne
Le canton de Saint-Jean-de-Losne était division administrative française située dans le département de la Côte-d'Or.

## Géographie
Ce canton était organisé autour de Saint-Jean-de-Losne dans l'arrondissement de Beaune. Son altitude variait de 177 m (Esbarres) à 214 m (Charrey-sur-Saône) pour une altitude moyenne de 190 m.

## Histoire
Depuis le Redécoupage cantonal de 2014, le Canton de Saint-Jean-de-Losne est intégré au Canton de Brazey-en-Plaine.

## Représentation

### Conseillers généraux de 1833 à 2015
| Période | Période          | Identité                          | Étiquette    | Qualité |
| ------- | ---------------- | --------------------------------- | ------------ | --- |
| 2004    | 2015             | Roger Ganée                       | PS           | Fonctionnaire Maire de Saint-Usage |
| 1979    | 2004             | Daniel Freitag                    | PS           | Professeur d'allemand Maire d'Esbarres de 1989 à 2001 Suppléant du député François Patriat (1981-1986)                                                                                         |
| 1945    | 1979             | Auguste Variot                    | SFIO puis PS | Agriculteur Maire de Saint-Usage Suppléant du député Radical Pierre Charles (1967-1968) |
|         |                  |                                   |              | |
| 1943    | 1945             | Marius Bordeux (1892-1983)        | PAPF         | Cultivateur Conseiller d'arrondissement, maire de Magny-lès-Aubigny Nommé conseiller départemental en 1943                                                                                     |
|         |                  |                                   |              | |
| 1933    | 1940             | Pierre Mathé                      | PAPF         | Agriculteur à Corgoloin Député (1936-1942) Membre de la Commission administrative de la Côte-d'Or (1941-1942) Nommé conseiller départemental en 1943 Président du Conseil départemental (1943) |
| 1928    | 1933 (décès)     | Georges Variot                    | SFIO         | Agriculteur à Saint-Usage |
| 1921    | 1928             | Jean Bouchard                     |              | Négociant en grains à Saint-Jean-de-Losne, conseiller d'arrondissement |
| 1911    | 1921             | Marie-Gabriel Tournier            | Républicain  | Notaire Maire de Saint-Jean-de-Losne, conseiller d'arrondissement |
| 1861    | 1910 (décès)     | Joseph Magnin                     | Républicain  | Maître de forges Gouverneur de la Banque de France Député (1863-1870, 1871-1875) Sénateur (1875-1910) Ministre, Président du Conseil général                                                   |
| 1853    | 1861             | Vicomte Ernest Lejeas (1808-1875) |              | Propriétaire à Aiserey |
| 1849    | 1853             | Hugues Philippon                  |              | Maître de forges à Brazey-en-Plaine |
| 1848    | 1849             | Edouard Marion (1814-1878)        |              | Propriétaire - Maire de Saint-Jean-de-Losne |
| 1839    | 1848             | Hugues Philippon                  |              | Maître de forges à Brazey-en-Plaine |
| 1836    | 1839 (démission) | Louis Tardy                       |              | Propriétaire à Dijon Ancien Président du Tribunal de Charolles (Saône-et-Loire) Ancien Procureur du Roi à Chalon-sur-Saône                                                                     |
| 1833    | 1836             | Hugues Philippon                  |              | Maître de forges à Brazey-en-Plaine |

### Conseillers d'arrondissement (de 1833 à 1940)
| Période                                  | Période      | Identité                     | Étiquette   | Qualité |
| ---------------------------------------- | ------------ | ---------------------------- | ----------- | --- |
| 1833                                     | 1836         | Pierre Frédéric Coste        |             | Juge de paix à Saint-Jean-de-Losne                                                                                 |
| 1836                                     | 1848         | Jean Henry Lardillon         |             | Propriétaire à Franxault                                                                                           |
| 1848                                     | 1852         | Jean Berthaut                |             | Greffier au Tribunal de commerce, propriétaire à Saint-Jean-de-Losne                                               |
| 1852                                     | 1864         | Jules Dromard                |             | Propriétaire, maire de Franxault                                                                                   |
| 1864                                     | 1871         | Bernard Clopin               |             | Docteur en médecine à Saint-Jean-de-Losne                                                                          |
| 1871                                     | 1877         | Noël Philibert Laureau       |             | Notaire à Saint-Jean-de-Losne                                                                                      |
| 1877                                     | 1904 (décès) | Gabriel Mouillon (1828-1904) |             | Menuisier, banquier, propriétaire, maire de Saint-Jean-de-Losne (1871-1888), Président du Conseil d'arrondissement |
| 1905                                     | 1911         | Gabriel Tournier             | Républicain | Notaire à Saint-Jean-de-Losne                                                                                      |
| 1911                                     | 1921         | Jean Bouchard                |             | Négociant en grains, maire de Saint-Jean-de-Losne                                                                  |
| 1921                                     | 1937         | René Tissot                  | Rad.        | Agriculteur, maire de Brazey-en-Plaine                                                                             |
| 1937                                     | 1940         | Marius Bordeux               | PAPF        | Cultivateur, maire de Magny-lès-Aubigny                                                                            |
| 1940                                     |              |                              |             | Les conseils d'arrondissement ont été suspendus par la loi du 12 octobre 1940 et n'ont jamais été réactivés        |
| Les données manquantes sont à compléter. |              |                              |             | |

## Composition
Le canton de Saint-Jean-de-Losne regroupait 17 communes :
| Communes                   | Population (2012) | Code postal | Code Insee |
| -------------------------- | ----------------- | ----------- | ---------- |
| Aubigny-en-Plaine          | 319               | 21170       | 21031      |
| Brazey-en-Plaine           | 2 457             | 21470       | 21103      |
| Charrey-sur-Saône          | 239               | 21170       | 21148      |
| Échenon                    | 652               | 21170       | 21239      |
| Esbarres                   | 621               | 21170       | 21249      |
| Franxault                  | 389               | 21170       | 21285      |
| Laperrière-sur-Saône       | 301               | 21170       | 21342      |
| Losne                      | 1 347             | 21170       | 21356      |
| Magny-lès-Aubigny          | 195               | 21170       | 21366      |
| Montagny-lès-Seurre        | 112               | 21250       | 21424      |
| Montot                     | 203               | 21170       | 21440      |
| Saint-Jean-de-Losne        | 1 257             | 21170       | 21554      |
| Saint-Seine-en-Bâche       | 232               | 21130       | 21572      |
| Saint-Symphorien-sur-Saône | 306               | 21170       | 21575      |
| Saint-Usage                | 994               | 21170       | 21577      |
| Samerey                    | 141               | 21170       | 21581      |
| Trouhans                   | 628               | 21170       | 21645      |

## Démographie
| 1962  | 1968  | 1975  | 1982   | 1990   | 1999   | 2006   | 2011   | 2012   |
| ----- | ----- | ----- | ------ | ------ | ------ | ------ | ------ | ------ |
| 9 129 | 9 172 | 9 578 | 10 276 | 10 539 | 10 393 | 11 003 | 11 502 | 11 642 |